# Joan Allen

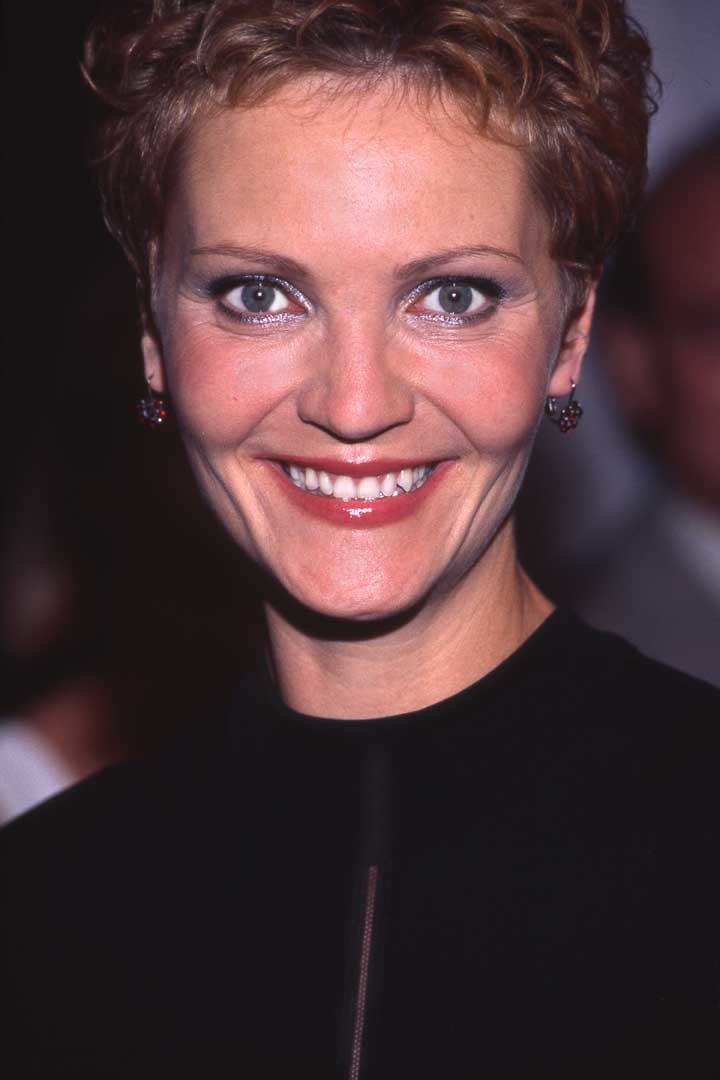
Joan Allen (2000)

Joan Allen (* 20. August 1956 in Rochelle, Illinois) ist eine US-amerikanische Schauspielerin.

## Leben
Joan Allen begann ihre Schauspielkarriere beim Theater, auf dessen Bühnen sie immer noch regelmäßig auftritt. 1977 wurde sie Mitglied der Chicagoer Steppenwolf Theatre Company. Es folgten Auftritte in Fernsehfilmen und -serien, bevor sie 1985 ihr Kinodebüt in Tödliche Beziehungen gab. Ihre erste größere Filmrolle hatte sie 1986 als Blinde in Blutmond, der ersten Verfilmung eines Romans um den Massenmörder Hannibal Lecter, den Brian Cox spielte. 1989 erhielt sie für ihre Rolle in dem Theaterstück Burn This den begehrten Tony Award.
Mitte der 1990er Jahre wurde Allen für Nixon und Hexenjagd in zwei aufeinander folgenden Jahren für den Oscar als beste weibliche Nebendarstellerin nominiert, später noch einmal als Beste Hauptdarstellerin für Rufmord – Jenseits der Moral (2000). Kritikern und Publikum blieb sie zudem als sensible Hausfrau in Gary Ross’ Tragikomödie Pleasantville – Zu schön, um wahr zu sein in Erinnerung, für die sie mit dem Saturn Award und dem Satellite Award ausgezeichnet wurde. Weiterhin arbeitete Allen mit Regisseuren wie Francis Ford Coppola, Ang Lee, John Woo, Nick Cassavetes, Uli Edel und Norman Jewison zusammen.
Allen war für die Hauptrolle in der Fernsehserie Welcome, Mrs. President im Gespräch, sie sagte jedoch ab. In ihr hätte sie die Oscar-nominierte Rolle Laine Hanson aus Rufmord – Jenseits der Moral aufnehmen sollen.
2009 verkörperte Allen in Bob Balabans Fernsehfilm Georgia O’Keeffe die Titelrolle der gleichnamigen US-amerikanischen Malerin, was ihr unter anderem die dritte Nominierung für den Golden Globe Award einbrachte.
Allen war von 1990 bis 2002 mit dem Schauspieler Peter Friedman verheiratet. Aus der Ehe entstammt eine Tochter (* 1994).

## Filmografie (Auswahl)
- 1986: Manhunter – Roter Drache (Manhunter)
- 1986: Peggy Sue hat geheiratet (Peggy Sue Got Married)
- 1988: Tucker (Tucker: The Man and His Dream)
- 1989: Zurück aus der Hölle (In Country)
- 1993: Das Königsspiel – Ein Meister wird geboren (Searching for Bobby Fischer)
- 1993: Josh and S.A.M.
- 1995: Nixon
- 1995: Mad Love – Volle Leidenschaft (Mad Love)
- 1996: Hexenjagd (The Crucible)
- 1997: Der Eissturm (The Ice Storm)
- 1997: Im Körper des Feindes (Face/Off)
- 1998: Pleasantville – Zu schön, um wahr zu sein (Pleasantville)
- 2000: Rufmord – Jenseits der Moral (The Contender)
- 2000: Allein gegen das Verbrechen (When the Sky Falls)
- 2001: Die Nebel von Avalon (The Mists of Avalon)
- 2004: Wie ein einziger Tag (The Notebook)
- 2004: Die Bourne Verschwörung (The Bourne Supremacy)
- 2004: Yes
- 2005: An deiner Schulter (The Upside of Anger)
- 2006: Bonneville
- 2007: Das Bourne Ultimatum (The Bourne Ultimatum)
- 2008: Death Race
- 2009: Hachiko – Eine wunderbare Freundschaft (Hachi: A Dog’s Tale)
- 2009: Georgia O’Keeffe (Fernsehfilm)
- 2012: Luck (Fernsehserie, 6 Episoden)
- 2012: Das Bourne Vermächtnis (The Bourne Legacy)
- 2014: The Killing (Fernsehserie, 6 Episoden)
- 2014: Stephen King’s A Good Marriage (A Good Marriage)
- 2015: Raum (Room)
- 2016: The Family (Fernsehserie, 12 Episoden)
- 2021: Lisey’s Story (Fernsehserie, 8 Episoden)
- 2025: Zero Day (Miniserie, 6 Episoden)

## Theater
Steppenwolf Theatre Company
- Burn This
- The Heidi Chronicles
- Three Sisters
- Waiting For The Parade
- Love Letters
- The Marriage of Bette and Boo
- (And a Nightingale Sang...)
- The Wheel

## Auszeichnungen und Nominierungen, Oscar
Oscar
- 1995: Nominierung als Beste Nebendarstellerin für Nixon
- 1996: Nominierung als Beste Nebendarstellerin für Hexenjagd
- 2000: Nominierung als Beste Hauptdarstellerin für Rufmord – Jenseits der Moral